# Фюрстенфельд
Фюрстенфельд (нім. Fürstenfeld) — місто в Австрії, у федеральній землі Штирія.
Входить до складу округу Гартберг-Фюрстенфельд (утвореного 1 січня 2013 року, до 31 грудня 2012 року було центром округу Фюрстенфельд). Населення становить 8549 особи (на 1 січня 2018 року). Займає площу 50,31 км². 
Найближчим великими містом є Грац, столиця Штирії, лежить на захід.

## Історія
Засноване 1170 року як фортеця, як місто згадується з 1215 року.

## Визначні місця
- Міські укріплення
- Костел Св. Іоанна
- Костел Августинів
- Євангелічна кірха